# Todaropsis eblanae
Todaropsis eblanae е вид главоного от семейство Ommastrephidae. Видът не е застрашен от изчезване.

## Разпространение и местообитание
Разпространен е в Австралия, Албания, Алжир, Ангола, Белгия, Бенин, Великобритания, Габон, Гамбия, Гана, Гвинея-Бисау, Германия, Гърция, Дания, Демократична република Конго, Египет, Екваториална Гвинея, Израел, Ирландия, Испания, Италия, Камерун, Кипър, Кот д'Ивоар, Либерия, Либия, Ливан, Мавритания, Малта, Мароко, Намибия, Нигерия, Нидерландия, Португалия, Сенегал, Сиера Леоне, Сирия, Словения, Сърбия, Того, Тунис, Турция, Франция, Хърватия и Южна Африка.
Обитава крайбрежията и пясъчните дъна на океани и морета. Среща се на дълбочина от 17 до 888 m, при температура на водата от 3,6 до 17,3 °C и соленост 34,3 – 38,7 ‰.